# Canaco

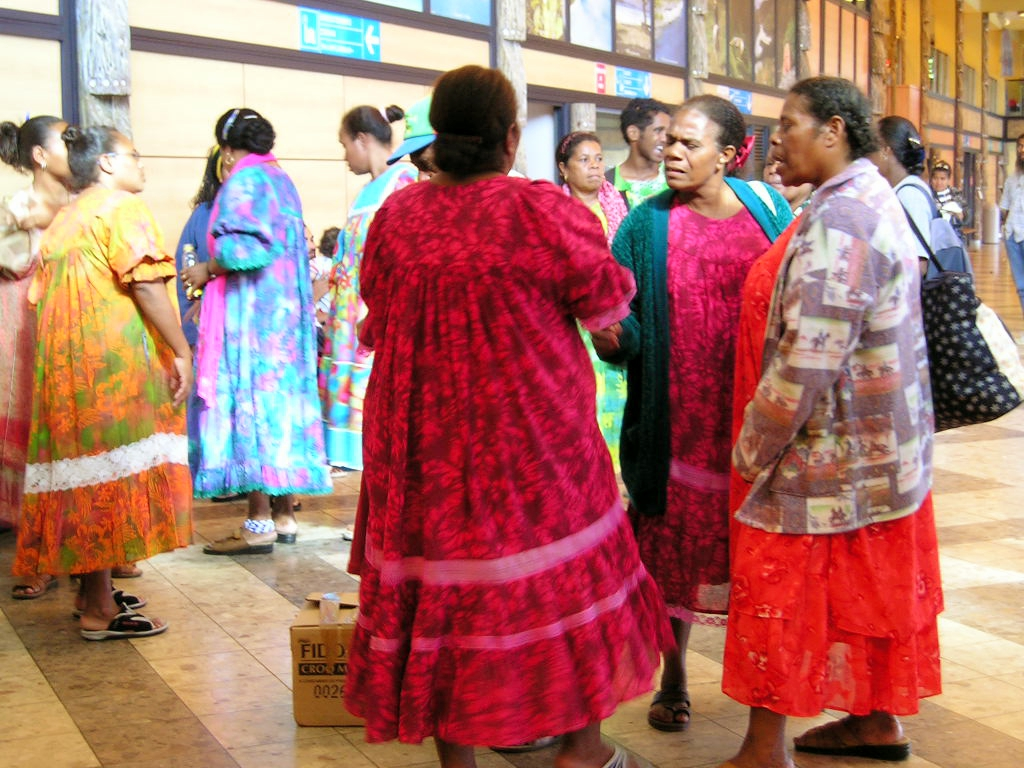
Un grupo de mujeres de la etnia canaca conversando en Nueva Caledonia

El pueblo canaco o kanak es el pueblo autóctono de Nueva Caledonia. Según el censo del 1996, había 86 788 canacos en Nueva Caledonia (el 44,1 % de los habitantes de la isla). Su porcentaje aumenta al 90,7 % en las islas de la Lealtad y al 78,7 % en la provincia del Norte de Nueva Caledonia, pero baja al 25,7 % en la provincia del Sur.
Son considerados tradicionalmente como un pueblo melanesio. Su instalación en el archipiélago se remontaría al menos a entre 1.000 y 1.500 años a. C., coincidiendo con la expansión austronesia en Oceanía Lejana. La datación se basa en los restos arqueológicos encontrados en Nueva Caledonia, donde se hallaron los primeros y principales yacimientos de objetos pertenecientes a la cultura lapita.
El término "canaco" tiene su origen en la palabra kanaka que significa "hombre" en las lenguas oceánicas, y es usado en general por los habitantes indígenas de Oceanía para referirse a ellos mismos. Los navegantes y mercaderes europeos generalizaron su uso, sobre todo en la forma francesa «canaque», para referirse no solo a los melanesios, sino también a los pueblos de Polinesia y Micronesia.
En Nueva Caledonia el término se utilizó por parte de los franceses de forma peyorativa. A partir de la década de 1960 los movimientos independentistas de Nueva Caledonia se apropiaron del término, bajo la grafía kanak, y la nación kanak se ha convertido en Kanaky. Con unas treinta lenguas autóctonas diferentes, no existía una denominación común para el país y la población melanesia de Nueva Caledonia. El término que antes era peyorativo hoy se utiliza con orgullo y como símbolo de reivindicación cultural y emancipación política.
Un canaco famoso es el futbolista Christian Karembeu, jugador internacional con Francia que ganó la Copa Mundial de 1998, la Eurocopa 2000 y la Copa FIFA Confederaciones 2001, además de ser bicampeón de Europa con el Real Madrid.

## Arte tradicional canaco

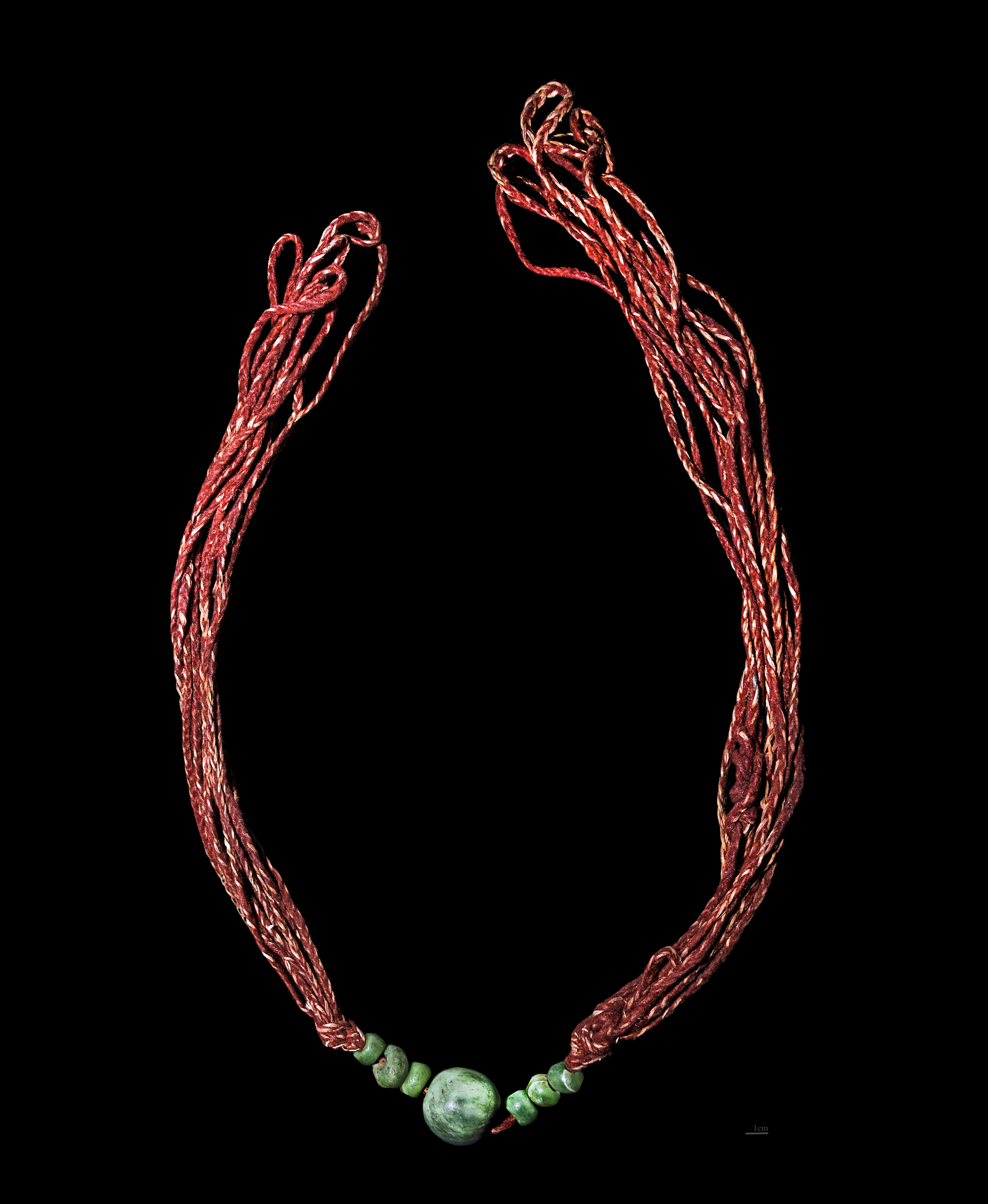
Collar en pelos de murciélago con colgante de jade (finales del siglo XIX).
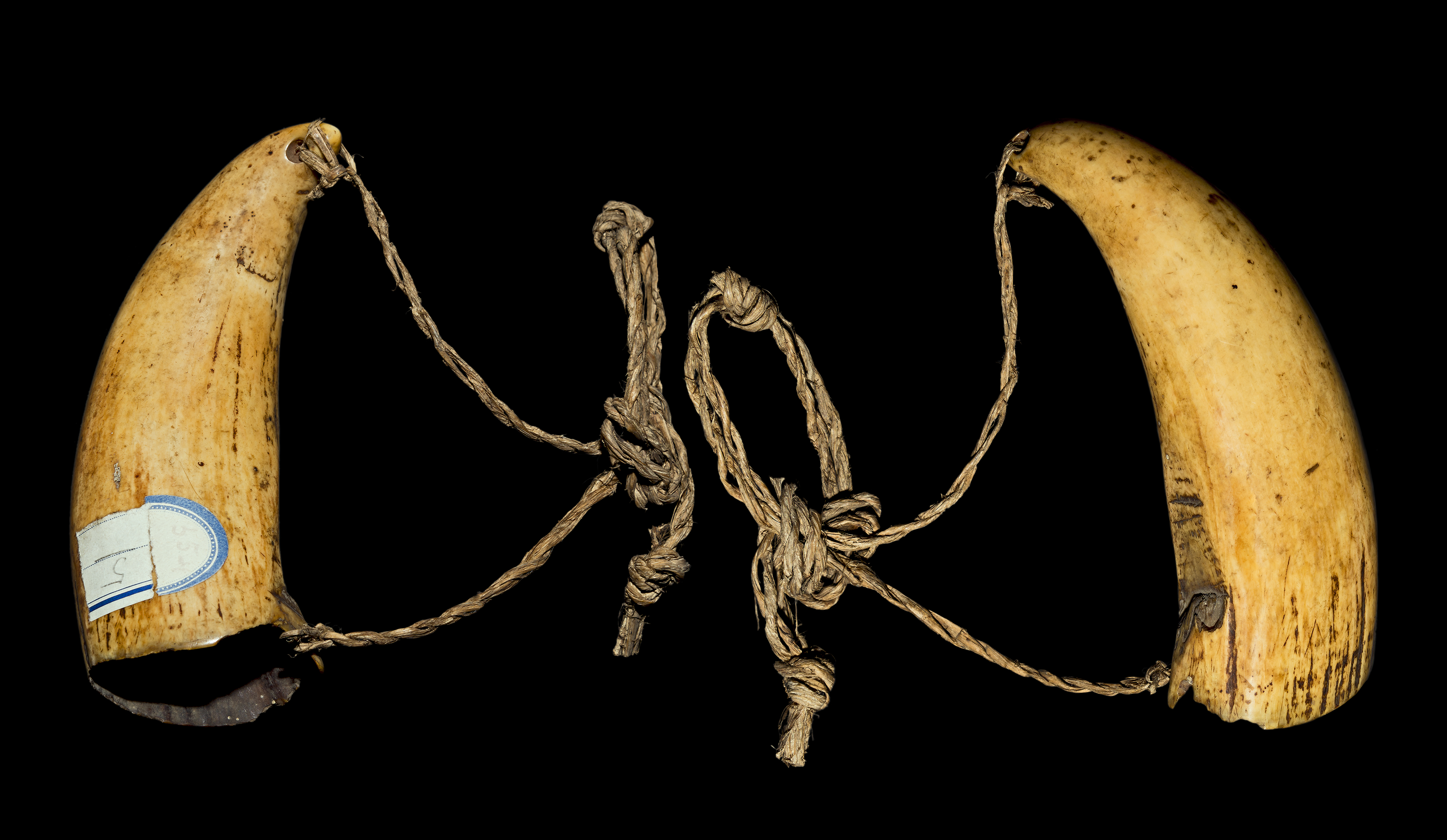
Diente de cachalote perforada para ajustar una cuerda de liana trensada (mismo diente fotografiado dos veces) (finales del siglo XIX).
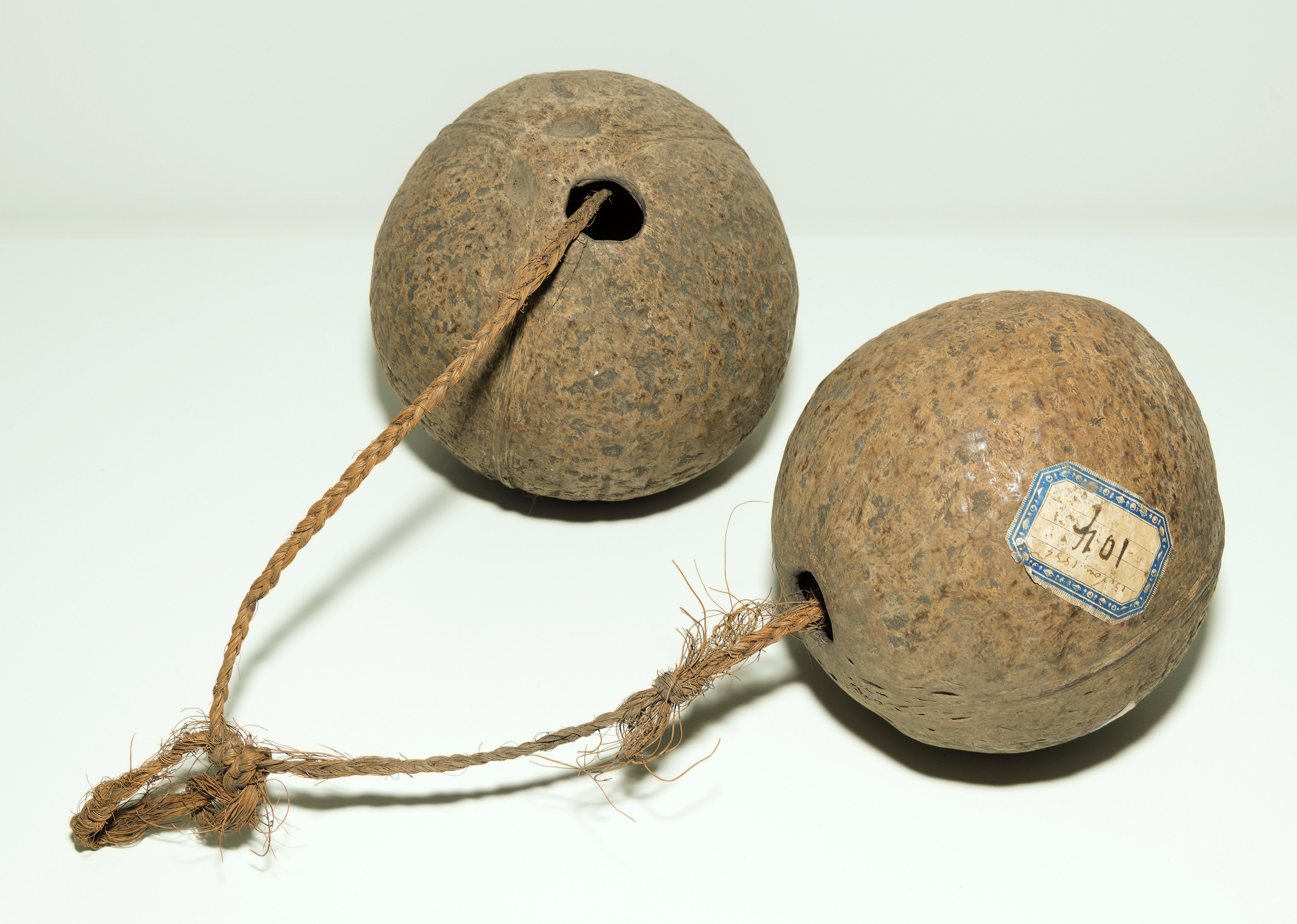
Cantimploras hechas con cocos y fibra vegetal trensada (finales del siglo XIX).
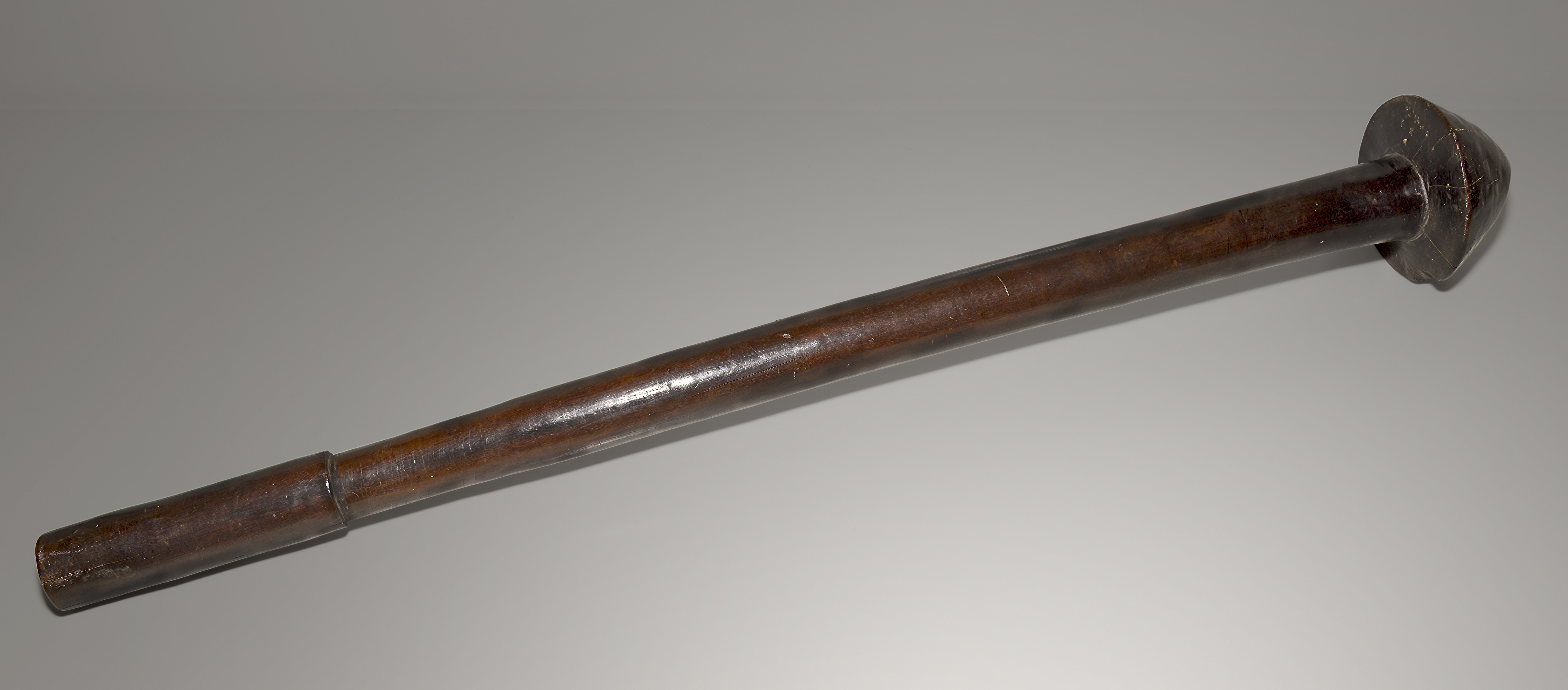
Maza (finales del siglo XIX).
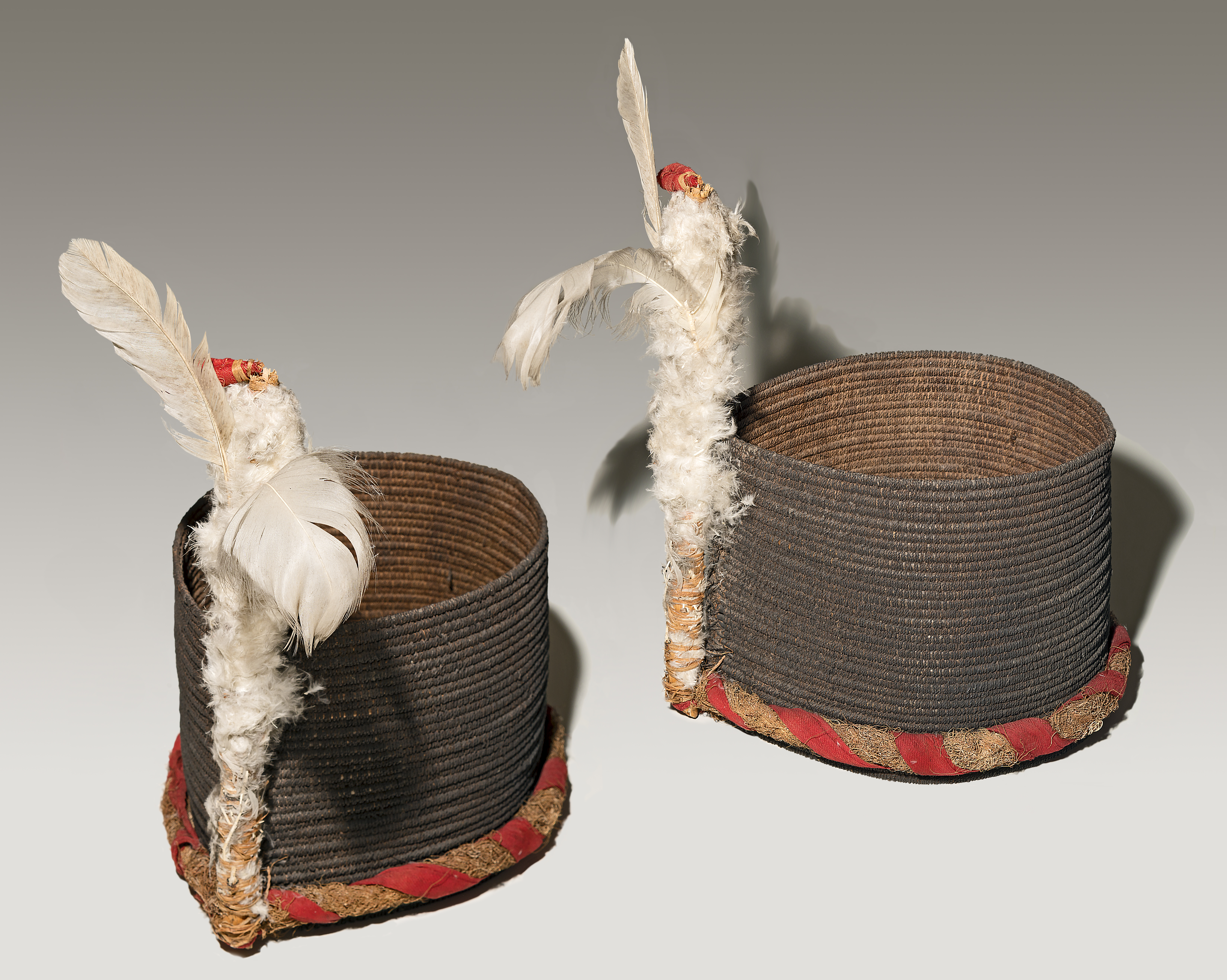
Tocado cilíndrico llamado tidi,que llevaban los notables de la sociedad canaca (finales del siglo XIX).
Jamba de puerta en madera esculpida. Simboliza los espíritus guardianes del distrito o clan representado (finales del siglo XIX).
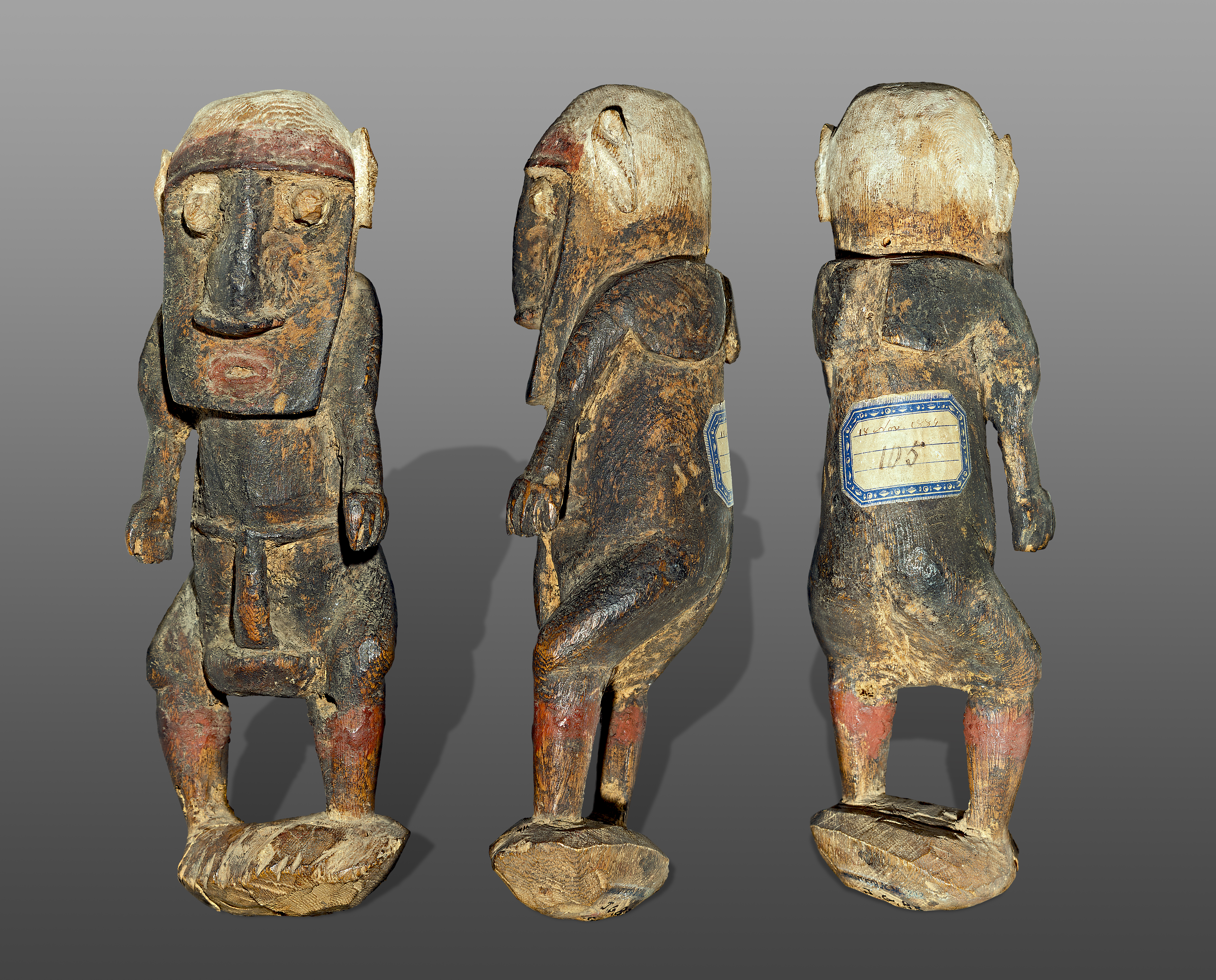
Pequeña estatua de madera representando un hombre con koteka (finales del siglo XIX).